# Mare Mikoff

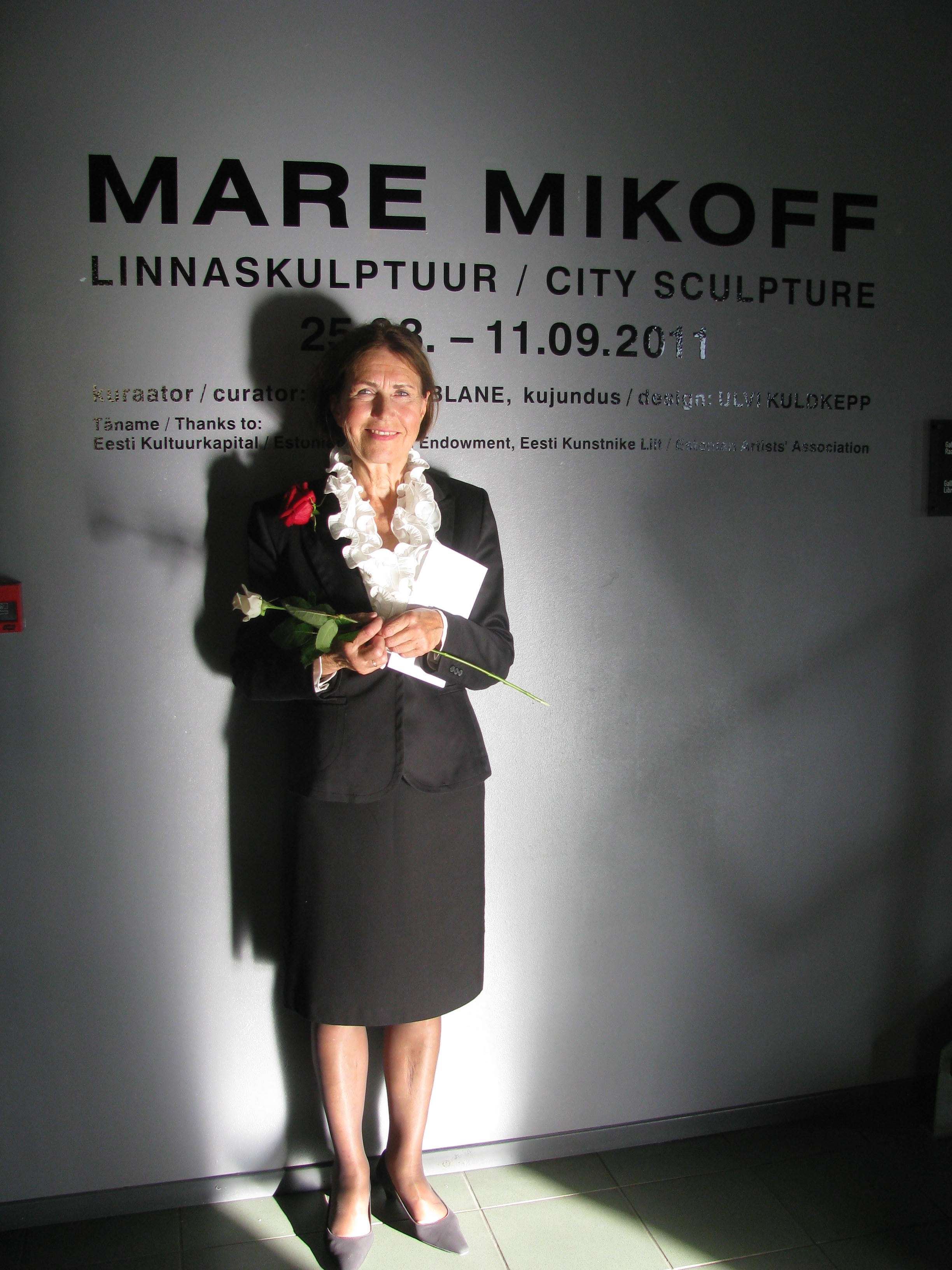
Mare Mikoff bei der Eröffnung ihrer Ausstellung Stadtskulpturen, Architektur-Museum Reval, 24. August 2011

Mare Mikoff (russisch Маре Микофф; * 20. August 1941 in Reval) ist eine sowjetisch-estnische Bildhauerin und Hochschullehrerin.

## Leben
Mikoff besuchte in Reval die Mittelschule Nr. 20 mit Abschluss 1959. Sie studierte mit Unterbrechung 1961–1971 Bildhauerei am Estnischen Staatlichen Kunstinstitut der Estnischen Sozialistischen Sowjetrepublik (SSR) in Reval (seit 1989 Revaler Universität der Künste, seit 1995 Estnische Akademie der Künste) und 1962–1964 Geschichte an der Universität Tartu. 
Nach dem Studium arbeitete Mikoff als freie Künstlerin. Ihre frühen Werke zeigten den Einfluss des Hyperrealismus und der Pop Art. 1974 wurde sie Mitglied der Estnischen Künstlervereinigung. Gelegentlich war sie als Restauratorin tätig.
1998–2001 war Mikoff Stadtkünstlerin der Stadt Reval. 2005 wurde sie Professorin der Estnischen Akademie der Künste, an der sie seit 1997 lehrte. Seit 2007 lehrt sie an der Viljandi-Kulturakademie der Universität Dorpat.
Bekannt wurde Mikoff durch ihre Skulpturen im städtischen Raum:
- Bäuerinnen-Gruppe (1974/1978) vor dem Eingang des Kunstmuseums Dorpat[2]
- 100.000. Bewohner Dorpats (1977) am Embach in Dorpat[2]
- Jungen unterm Regenschirm (1985, seit 1991 estnisches Kulturdenkmal) im Kanuti-Park nahe dem Russischen Kulturzentrum in Reval[4][5]
- Paul-Keres-Denkmal (1996) in Pärnu[3]
- Statue Abenddämmerung (2004) vor dem Viru-Einkaufszentrum in Reval[6]
- Jüri-Vilms-Denkmal (2005) in Pärnu[3]
- Karl-Menning-Denkmal (2006) vor dem Dorpater Theater Vanemuine[7]

## Ehrungen, Preise
- Kristjan-Raud-Preis (1984, 2017)[2]
- Verdiente Künstlerin der Estnischen SSR (1986)
- Orden des weißen Sterns IV. Klasse (2011)[3]
- Anton-Starkopf-Stipendium